# Mayrac
Mayrac település Franciaországban, Lot megyében. Lakosainak száma 256 fő (2022. január 1.). Mayrac Baladou, Saint-Sozy, Creysse, Lachapelle-Auzac, Pinsac és Souillac községekkel határos.

## Népesség
A település népességének változása:
| Lakosok száma | 214  | 201  | 209  | 248  | 274  | 263  | 249  | 259  | 261  | 256  |
|               | 1968 | 1982 | 1990 | 2006 | 2013 | 2015 | 2017 | 2019 | 2020 | 2022 |